# Raduń (województwo pomorskie)
Raduń (dodatkowa nazwa w j. kaszub. Reduń; niem. Raduhn) – wieś kaszubska w Polsce położona w województwie pomorskim, w powiecie kościerskim, w gminie Dziemiany na obrzeżach Wdzydzkiego Parku Krajobrazowego przy drodze wojewódzkiej nr 235 i nad jeziorem Raduń. Na wschód od Radunia przebiega trasa linii kolejowej Kościerzyna-Lipusz-Brusy-Chojnice. W skład sołectwa Raduń wchodzą następujące miejscowości: Kalwaria, Kolano, Milkowo, Raduń-Osiedle i Tkalnia.
W latach 1975–1998 miejscowość położona była w województwie gdańskim. Miejscowość ta od 1945 roku należy do powiatu kościerskiego; wcześniej należała do powiatu chojnickiego.
W pobliżu miejscowości, nad jeziorem Brzeźno, znajduje się ośrodek szkoleniowo-wypoczynkowy Akademii Wychowania Fizycznego i Sportu w Gdańsku. We wsi mieści się placówka Ochotniczej Straży Pożarnej.